# Pays de Fayence
Le Pays de Fayence est une région naturelle de France située dans la région Provence-Alpes-Côte d'Azur, à la limite est du département du Var. Le pays doit son nom au village de Fayence qui en est le cœur géographique.
La Communauté de communes du Pays de Fayence couvre un territoire presque identique à cette région naturelle. 

## Géographie

### Situation
Situé dans la partie est du département du Var, le Pays de Fayence s'étend du nord de l'Estérel aux contreforts du sud des Gorges du Verdon. À l'est, le Pays de Grasse et le Pays de Lérins, et à
l'ouest le Pays Dracénois avec la ville de Draguignan. Les villages principaux de l'intercommunalité sont Fayence, Callian, Tourettes, Mons, Seillans, Montauroux, Tanneron, Saint-Paul-en-Forêt

### Topographie
Une plaine montagneuse sur les villages perchés occupe la partie nord du pays, on y cultive des olives provençales, des produits à base de lavande, du miel, du vin et même du mimosa. La partie nord est constituée de plateaux montagneux rocheux et calcaires. 

## Hydrographie

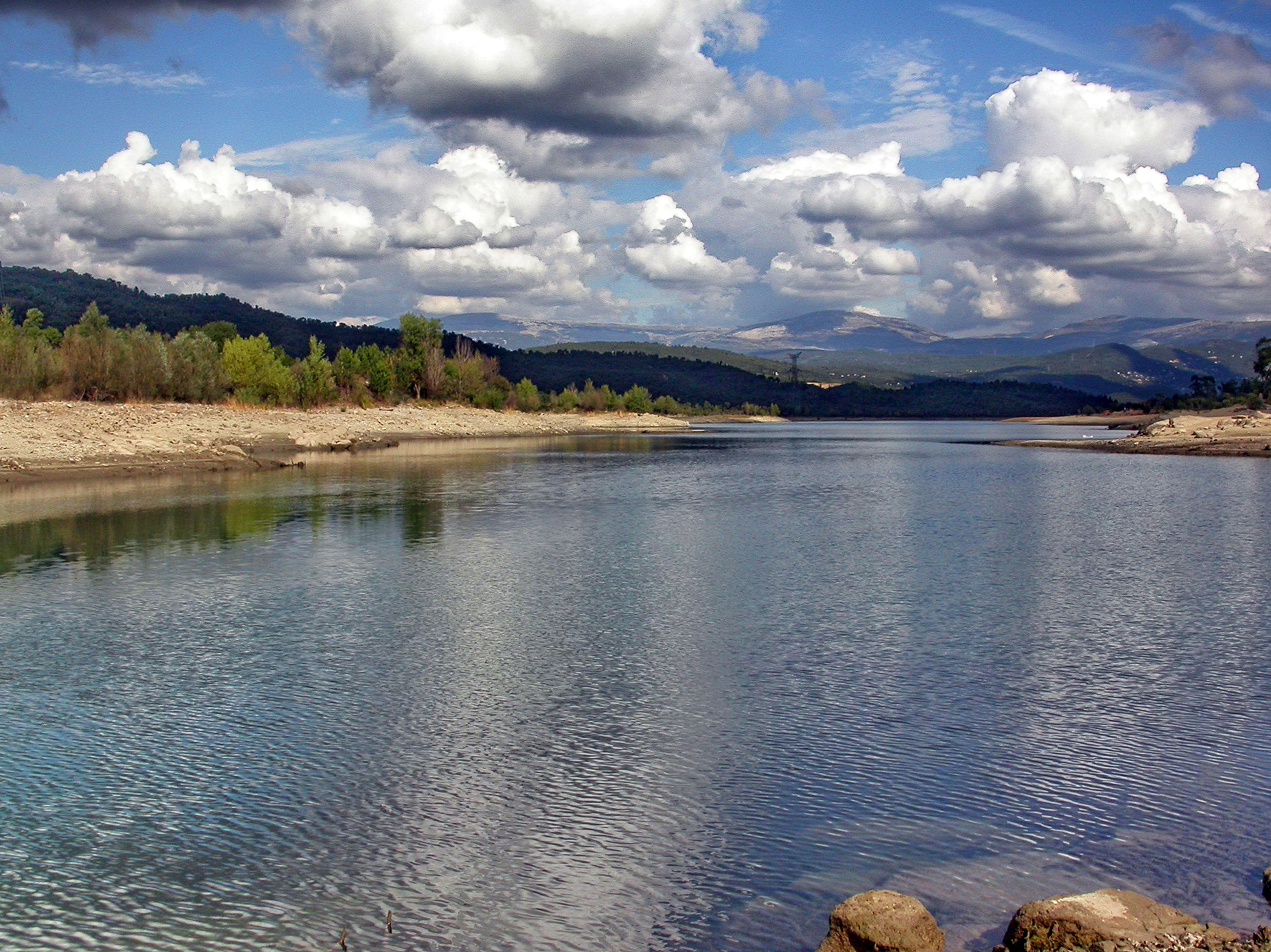
Lac de Saint-Cassien en 2006

- La Siagne
  - La Siagnole
  - Le Biançon
- Le Reyran
- La Camiole
- Lac de Saint-Cassien